# 홉필드 네트워크
홉필드 네트워크(Hopfield network)는 순환 인공 신경망의 한 형태이며 존 홉필드가 1982년에 대중화한 일종의 스핀 글래스 시스템이다. 이징 모델에 대해 빌헬름 렌츠와 함께 에른스트 이징의 작업을 기반으로 한 1972년 아마리 슌이치와 1974년 리틀(Little)의 작품이다. 홉필드 네트워크는 이진 임계값 노드 또는 연속 변수를 사용하여 내용 주소 지정 가능("연관") 메모리 시스템 역할을 한다. 홉필드 네트워크는 인간의 기억을 이해하기 위한 모델도 제공한다.

## 같이 보기
- 인지 모델
- 이징 모형